# متحف آثار مأدبا
متحف مادبا الأثري
هو عدة بيوت متلاصقة ذات أرضيات مفروشة بالفسيفساء قامت دائرة الآثار العامة باستكمالها لتشكل نواة متحف وقد تم افتتاحه عام 1987.
تعرض في ساحة المتحف الخارجية قطع فسيفساء نقلت من حسبان و ماعين والقسطل و جبل نيبو بالإضافة إلى مجموعة من التيجان الكورنثية و الأيونية والأعمدة والمذابح التي تعود إلى الفترة البيزنطية كما يضم المتحف مجموعات من الفخاريات والزجاجيات التي تعود إلى العصور الهلنستية و الرومانية و البيزنطية والإسلامية.
من أهم الآثار في المتحف مجموعة من الأواني الفخارية والبرونزية الإسلامية التي عثر عليها في أحد غرف قصر أم الوليد وتم ترميمها وصيانتها في معهد الترميم في جنيف وهي الآن معروضة في مادبا ويحتوي المتحف أيضا على قطع نقدية فضية بطلمية عثر عليها في منطقة مربعة موسى ووجدت معها أيضا مجموعة دنانير ذهبية أموية. تعتبر مأدبا من أهم المراكز الملمة بالفسيفساء، حيث أنها تحتوي على إحدى أكبر المساحات المرصوفة بالفسيفساء في كافة أرجاء المدينة الأثرية، تتمثل أبرز هذه الأرضيات في خارطة الأرض المقدسة في كنيسة القديس جورج.
تكثر مواقع الفسيفساء المحيطة بمدينة مادبا وأهمها مدينة أم الرصاص المعروفة منذ القدم باسم (ميفعة) التي بنيت في خباها أربع عشر كنيسة يعود معظمها إلى القرنين الخامس والسادس ميلادي. من أشهر هذه الكنائس كنيسة القديس اسطفان التي شيدت خلال الفترة العباسية في القرن الثامن عشر.
قررت دائرة الآثار العامة افتتاح متحف الآثار في مدينة مادبا وذلك باستكمال عدة بيوت متلاصقة أراضيها مفروشة بالفسيفساء حيث شكلت تلك المنازل نواة المتحف الأثري وقد تم افتتاح الموقع بتاريخ 16-12-1978

## المواقع التي تكثر فيها الفسيفساء
وتكثر مواقع الفسيفساء حول مدينة مادبا في كل من ماعين وحسبان وصياغة والمخيط وماسوح و مكاور ونتل وجميل وأهمها مدينة أم الرصاص.